# Altdörnfeld
Altdörnfeld ist ein Ortsteil der Stadt Blankenhain im Landkreis Weimarer Land, Thüringen.

## Geografie
Der Ort Altdörnfeld liegt etwa zweieinhalb Kilometer südlich von Blankenhain gleich neben Neudörnfeld südlich hinter der bewaldeten Feldrainterrasse nach Rottdorf. Über Ortsverbindungsstraßen ist die Landesstraße 1060 und die Bundesstraße 85 zu erreichen. Südliche Nachbarorte sind Lengefeld und Kottenhain. In der Ortslage entspringt ein kleiner Bach (Drolse) der nach etwa 200 m in die Schwarza mündet.

## Geschichte
Altdörnfeld wurde bereits am 18. Mai 876 urkundlich erstmals erwähnt. Mit dieser Ersterwähnung zählt die Ortschaft wohl zu den ältesten Ansiedlungen im Umland. Vielleicht war Neudörnfeld um diese Zeit auch schon besiedelt, aber noch nicht registriert.
Altdörnfeld ist ein Platzdorf/Rundling. Die Höfe sind um den Platz gebaut, was die slawische Art der Besiedlung war. Das Dorf war und ist landwirtschaftlich geprägt.
Jetzt heißen die Ansiedlungen Alt-Neudörnfeld.